# Croxton-Keeton Motor Company

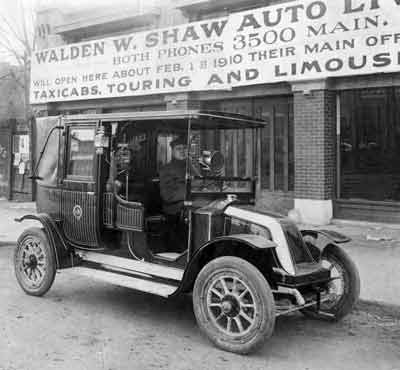
Croxton-Keeton Taxi der Walden W Shaw Auto Livery Co. in Chicago (1910)

Die Croxton-Keeton Motor Company, später Croxton Motor Company, war ein US-amerikanischer Automobilhersteller. Sie ging aus der Jewel Motor Car Company in Massillon (Ohio) hervor, die 1909 von Herbert A. Croxton und Forest M. Keeton übernommen wurde.

## Beschreibung
Croxton, der aus der Eisen- und Stahlbranche kam, war bereits 1907 bei Jewel eingestiegen und benannte die Firma 1909 um. Keeton kam aus Detroit und war vorher bei Pope-Toledo beschäftigt. Er scheint der Konstrukteur der Fahrzeuge gewesen zu sein. Anfangs stellten sie zwei Arten von PKWs her: Die bisherigen Jewel-Modelle mit Rutenber-Motoren hießen German – also „Deutsche Modelle“ – und die neu konstruierten Wagen, bei denen die Passagiere genau in der Mitte zwischen den zwei Achsen saßen, hießen French – also „Französische Modelle“ – und besaßen eine geschwungene, den frühen Renault-Automobilen ähnliche Motorhauben. Wie bei diesen war der Wasserkühler hinter dem Motor angeordnet und stand seitlich vor. Erhältlich war auch ein Taxi auf kürzerem Fahrgestell und Landaulet-Aufbau. Zumindest letzterer wurde von der Acme Veneer and Body Company in. of Rahway (New Jersey) bezogen. Keines ihrer Modelle verkaufte sich besonders gut und im August 1910 musste die Gesellschaft Bankrott anmelden.
Croxton beschuldigte Keeton, den Konkurs verschuldet zu haben, und trennte sich von ihm. Augenblicklich errichtete er eine neue Gesellschaft unter dem Namen Croxton Motor Company in Cleveland (Ohio) und übernahm die Modelle der alten Gesellschaft, die während des Konkursverfahrens weitergebaut worden waren. 1911 verband sich diese Firma mit der Royal Tourist Car Company zur Consolidated Motor Company, die allerdings schon wenige Monate später wieder aufgelöst wurde. Sofort entstand die Croxton Motor Company neu und betrieb einen Fabrikneubau in Washington (Pennsylvania). Im Herbst 1912 erfolgte der Umzug, aber Anfang 1914 kam das endgültige Ende. In der gesamten Zeit von 1911 bis 1914 wurden die Produkte der unterschiedlichen Firmen als Croxton verkauft.

## Modelle
| Marke          | Modell                | Bauzeitraum | Zylinder | Leistung         | Radstand     | Aufbauten                                                                  |
| -------------- | --------------------- | ----------- | -------- | ---------------- | ------------ | -------------------------------------------------------------------------- |
| Croxton-Keeton | Thirty (French)       | 1909–1910   | 4 Reihe  | 28,9 bhp (21 kW) | 2934 mm      | Tourenwagen 4/6 Sitze, Landaulet 6 Sitze                                   |
| Croxton-Keeton | Forty-Five (German)   | 1909–1910   | 4 Reihe  | 48 bhp (35 kW)   | 3302 mm      | Roadster 3/4 Sitze, Tourenwagen 7 Sitze                                    |
| Croxton-Keeton | Taxi Cab (French)     | 1909–1910   | 4 Reihe  | 38 bhp (28 kW)   | 2921 mm      | Landaulet Taxi 4/5 Sitze                                                   |
| Croxton        | Thirty (French)       | 1911–1912   | 4 Reihe  | 30 bhp (22 kW)   | 2921–3048 mm | Roadster 2 Sitze, Tourenwagen 4/5 Sitze, Taxi 4/5 Sitze, Landaulet 5 Sitze |
| Croxton        | Thirty-Eight (French) | 1911        | 4 Reihe  | 38 bhp (28 kW)   | 3048 mm      | Tourenwagen 5 Sitze                                                        |
| Croxton        | Forty (German)        | 1911        | 4 Reihe  | 40 bhp (29 kW)   | 3302 mm      | Tourenwagen 4/7 Sitze                                                      |
| Croxton        | Forty-Eight (German)  | 1911        | 4 Reihe  | 48 bhp (35 kW)   | 3302 mm      | Tourenwagen 7 Sitze                                                        |
| Croxton        | Forty-Five (German)   | 1912        | 4 Reihe  | 45 bhp (33 kW)   | 3302 mm      | Roadster 2/4 Sitze, Tourenwagen 5/7 Sitze                                  |
| Croxton        | French Six (French)   | 1912        | 6 Reihe  | 44 bhp (32 kW)   | 3302 mm      | Landaulet 5 Sitze                                                          |
| Croxton        | A-4                   | 1913–1914   | 4 Reihe  | 30 bhp (22 kW)   | 3073 mm      | Roadster 2 Sitze, Tourenwagen 4/5 Sitze, Taxi 4/5 Sitze                    |
| Croxton        | B                     | 1913–1914   | 6 Reihe  | 48 bhp (35 kW)   | 3556 mm      | Tourenwagen 6/7 Sitze                                                      |